# Гован, Гатри
Гатри Гован (англ. Guthrie Robert Govan, род. 27 декабря 1971, Челмсфорд) — британский гитарист-виртуоз и преподаватель, известен по работам в группах The Aristocrats, Asia, GPS, The Young Punx, The Fellowship. В 1993 году выиграл конкурс «Гитарист года» журнала Guitarist.

## Биография
Гатри Гован впервые взял музыкальный инструмент[какой?] в руки в 3 года, вдохновившись своим отцом, и с тех пор не оставлял занятий гитарой. Учился играть преимущественно сам, на слух.
Отец показал ему ряд аккордов и свою обширную коллекцию записей. Гатри слушал Литл Ричарда и Джерри Ли Льюиса, затем The Beatles, Frank Zappa, Джими Хендрикса, AC/DC подбирая аккорды и соло на слух по записям.
Гатри является одним из самых уважаемых участников культового проекта Jamtrackcentral.com, в составе которого числятся только самые авторитетные музыканты со всего мира, в числе которых: Zakk Wylde, Marco Sfogli, Andy James, Martin Miller, Alex Hutchings, Jack Tammarat, Al Joseph, Сергей Головин, Федор Досумов, Claudio Pietronik и многие другие.
Гатри является участником нескольких коллективов, преподает в Гилфордской Академии Современной музыки и Брайтонском Институте Современной музыки.
В 2006 году Гатри выпустил успешный инструментальный альбом «Erotic Cakes», для многих являющийся эталоном гитарной музыки и ярким представителем выдающегося мастерства владения гитарой.
Также в 2002 году вышла его книга «Гитара. Творческий подход».
Гатри сотрудничал и продолжает сотрудничать с ведущими музыкантами и группами, в числе которых The Aristocrats, Asia, GPS, The Young Punx, The Fellowship, Periphery и другие группы, играющие в совершенно различных музыкальных стилях и техниках — от фьюжн до тяжелого прогрессив метала.
В 2016 году Гатри принял участие в легендарном туре G3 в рамках которого выступал на одной сцене с Джо Сатриани и Стивом Ваем. Мероприятие ежегодно объединяет самых сильных гитаристов мира, показывая высший пилотаж гитарного мастерства.
Техника исполнения и интеллект музыканта поражают своей гибкостью и разнообразием.
Гатри регулярно путешествует по всему миру с мастер-классами, собирая вокруг себя поклонников в позитивной атмосфере.
Музыкант владеет огромным количеством разнообразных технических приемов и нюансов исполнения, позволяющим ему играть практически в любом стиле музыки.

## Гитары Гатри Гована
Первой электрогитарой у Гатри был Gibson SG, которую он до сих пор хранит дома.
Долгое время Гатри использовал гитары бренда Suhr в ассортименте которых выпускалось несколько его именных моделей.
Сегодня, в качестве основного инструмента, маэстро выбрал гитары бренда Charvel, который принадлежит известной компании Fender.
Инструменты Charvel отличаются высоким качеством и ориентированы на современных прогрессивных музыкантов. Для артиста изготовлены несколько эксклюзивных инструментов, серийные версии которых представлены в каталоге Charvel.
1. 1 2  Guthrie Govan // Discogs (англ.) — 2000.